# Радченко, Олег Анатольевич
Оле́г Анато́льевич Радченко (род. 28 февраля 1962, Тернополь, УССР, СССР) — российский и канадский лингвист, германист, специалист в области лингвоисториографии, философии языка; профессор.

## Биография
Родился в семье Анатолия Степановича Радченко (1941—2010) и Александры Ивановны Радченко (Паршковой).
- 1979—1984 гг. — студент переводческого факультета МГПИИЯ им. М. Тореза;
- 1984—1986 гг. — работал в Астраханском государственном педагогическом институте им. С. М. Кирова;
- 1987—1989 гг. — аспирант кафедры грамматики и истории немецкого языка МГПИИЯ им. М. Тореза;
- 1989 год — защита кандидатской диссертации «Функциональная грамматика немецкого языка в ГДР и ФРГ» (специальность 10.02.04);
- 1989—1995 гг. — доцент, зав. кафедрой, декан факультета международного сотрудничества, проректор-организатор Российско-американского колледжа в Ульяновском филиале МГУ им. М. В. Ломоносова;
- 1995—1996 гг. — доцент МПГУ им. Ленина;
- 1998 год — защита докторской диссертации «Язык как миросозидание. Лингвофилософские основы неогумбольдтианства» (специальности 10.02.04, 10.02.19);
- 1996—2012 годы — профессор, заведующий кафедрой, директор Института иностранных языков, проректор Московского городского педагогического университета.
- 2012 год — август 2015 — профессор, заведующий кафедрой, проректор по региональному развитию ФГБОУ ВПО Московского государственного лингвистического университета.
- сентябрь 2015 — апрель 2016 — гаст-профессор кафедры культурологии и языков Университета Нью Брансуик, Фредериктон, Канада
- апрель 2016 — август 2018 — профессор, руководитель Центра лингводидактики, языкового тестирования и содействия миграционной политике Государственного института русского языка имени А. С. Пушкина
- сентябрь 2016 — июль 2024 - профессор кафедры общего и сравнительного языкознания Московского государственного лингвистического университета
- январь 2024 — апрель 2024  — профессор факультета междисциплинарных исследований Конестога колледжа (Киченер, Канада)
- ноябрь 2022 г. - по настоящее время - преподаватель образовательной корпорации "Берлиц" (США)
- май 2025 г. - по настоящее время - преподаватель образовательной корпорации "Грейбридж Мэлкэм" (Канада)

Радченко О. А. является также членом Рабочего сообщества по истории языкознания (ФРГ), Канадской ассоциации преподавателей немецкого языка, действительный член Академии педагогических и социальных наук (Москва).

### Награды и звания
- Заслуженный работник высшей школы Российской Федерации (указ Президента России от 18 мая 2013 г. № 491)
- Почетный работник высшего профессионального образования РФ.
- Почетный гражданин штата Оклахома (США).
- Медаль «В память 850-летия Москвы».
- Гранты Департамента образования города Москвы, Германского исследовательского сообщества, Германской службы академических обменов, фонда имени Александра фон Гумбольдта.
- Медаль «За научные достижения» Национального педагогического университета имени М. П. Драгоманова (Киев, Украина)

## Основные работы
Монографии
1. Язык как миросозидание : лингвофилос. концепция неогумбольдтианства / О. А. Радченко. — 2-е изд., испр. и доп. — М. : УРСС : Едиториал УРСС, 2004. — 310 с. — (История лингвофилософской мысли). На 4-й с. обл. авт.: О. А. Радченко — д.филол.н., проф. — Библиогр.: — ISBN 5-354-00875-1.
2. Язык как миросозидание : лингвофилософская концепция неогумбольдтианства / О. А. Радченко. — Изд. 3-е, стер. — Москва : КомКнига, 2006. — 310 с. — (История лингвофилософской мысли). На 4-й с. обл. авт.: О. А. Радченко, д.филол.н., проф. — ISBN 5-484-00475-6.
3. Humboldtian Traditions in the German Philosophy of Language: 18th - 20th Centuries. / Oleg A. Radchenko. LAP Lambert Academic Publishings, 2019. — 216 p. — ISBN 978-6139443994.
4. Language as World-Creation: The Neo-Humboldtian Language Philosophy / Oleg A. Radchenko. LAP Lambert Academic Publishings, 2024. — 402 p. —  ISBN 978-3659979187.

Учебники и учебные пособия
1. Немецкий язык : Тесты : 10-11 кл. : Учеб.- метод. пособие / О. А. Радченко, М. А. Иванов. — М. : Дрофа, 2000. — 187 с. ; — Предисл. на рус. яз. — 10000 экз. — ISBN 5-7107-3307-5.
2. Немецкий язык : всероссийские олимпиады : [учебное пособие / Центр герм. яз. ; О. А. Радченко и др.]. — Москва : Просвещение, 2008. — 21 см. — (Пять колец / науч. ред.: С. И. Демидова, И. И. Колисниченко). Вып. 1. — 2008. — 143 с. — 5000 экз. — ISBN 978-5-09-017-133-5. Вып. 2. — 2009. — 126 с. — 5000 экз. — ISBN 978-5-09-016153-4.
3. Школьный немецко-русский и русско-немецкий словарь = Schulwörterbuch deutsch-russisch und russisch-deutsch : [Свыше 3000 слов / Авт.-сост. Э. Л. Рымашевская ; Науч. ред. О. А. Радченко]. — 3-е изд., стер. — М. : Дрофа, 2002. — 570 с. ; — 10000 экз. — ISBN 5-7107-6110-9.
4. Немецкий язык : 8 класс : (4-й год обучения) : учебник для общеобразовательных учреждений / О. А. Радченко, Г. Хебелер. — Москва : Дрофа, 2008. — 287 с. : — (Серия Alles klar!). 5000 экз. — ISBN 978-5-358-03111-1.
5. Школьный немецко-русский и русско-немецкий словарь = Schulworterbuch deutsch-russisch und russisch-deutsch : [свыше 3000 слов / авт.-сост. Э. Л. Рымашевская; науч. ред. О. А. Радченко]. — Москва : Дрофа, 2008. — 570. — 3000 экз. — ISBN 978-5-358-05273-4.
6. Радченко, Олег Анатольевич. Немецкий язык : 8 класс : 4-й год обучения : книга для учителя / О. А. Радченко, Г. Хебелер. — Москва : Дрофа, 2009. — 126 c. ; — (Alles klar!). — 2000 экз. — ISBN 978-5-358-05993-1.
7. Школьный немецко-русский и русско-немецкий словарь = Schulworterbuch deutsch-russisch und russisch-deutsch : [свыше 3000 слов / авт.-сост. Э. Л. Рымашевская; науч. ред. О. А. Радченко]. — Москва : Дрофа, 2010[то есть 2009]. −570: Кн. фактически изд. в 2009 г. — 2000 экз. — ISBN 978-5-358-07715-7.
8. Немецкий язык : 2-й год обучения : 6 класс : учебник для общеобразовательных учреждений / О. А. Радченко, Г. Хебелер. — 3-е изд., стер. — Москва : Дрофа, 2009. — 239 с. — (Серия Alles klar!). — 3000 экз. — ISBN 978-5-358-06648-9.